# Weisz Ferenc (kanonok)
Weisz Ferenc (Esztergom, 1910. augusztus 7. – Esztergom, 1982. augusztus 22.) protonotárius kanonok, címzetes prépost, plébános.

## Munkássága
1933-ban szentelték pappá Bécsben. 1933–1934-ben káplán volt Dorogon. 1936-ban prímási szertartó és levéltáros, 1938-ig prímási titkár, Naszvad plébánosa, majd dorogi bányalelkész volt 1945-től 1951-ig. 1946-ban a bányamunkások érseki biztosa volt. Őrhalom plébánosaként tevékenykedett 1951 és 1969 között. 1970-től a budapesti Szent István-bazilika plébánosa, 1977-től protonotárius kanonok volt.